# 楊弦
楊弦（1950年11月2日—）生於台灣花蓮，台灣民謠歌手，母親為會計，父親擔任國民黨花蓮縣黨部主任委員，於楊弦四歲時過世。父親逝世後，移居台北，與母親相依為命。
大學時代進入台大農化系，在參加合唱團的過程中，開啟對音樂的興趣。後來楊弦便自己買樂譜吉他，自學自唱。研究所時代就讀台大海洋研究所，閒暇時會到當時中山北路上的哥倫比亞咖啡廳，觀賞胡德夫等人的演唱，有些時候楊弦也會登台獻唱一些英文歌曲。

## 民歌運動的推手
楊弦以余光中的詩作鄉愁四韻為詞，為之譜曲，1974年夏天時，於胡德夫的個人演唱會上發表。用吉他配合鋼琴與小提琴的方式來演奏，並邀請了余光中至現場觀賞。余光中對楊弦大膽的嘗試相當滿意。在受到余氏的激勵與肯許下，楊弦將余光中詩集《白玉苦瓜》中其他的詩作，繼續用「以詩入歌」的方式譜曲。1975年6月6日，在台北中山堂，以「現代民謠創作演唱會」的名義開唱。前半場演唱英文歌曲，後半場則是以余光中的詩歌作為主軸。共計九首余氏詩作，經過譜曲後都收入進楊弦首張專輯《中國現代民歌集》內。這張專輯被公認為是第一張有資格稱作「民歌」的專輯。首版三萬張，於一個月內銷售一空，四個月內再版三次，足可見楊弦這場演唱會的影響力。
楊弦的作品風格，既帶有中國傳統藝術的氣息，也吸收了美國民謠與鄉村歌曲的元素，這在1970年代的台灣是前所未見的創作形式。也因為跳脫了既有的民謠創作模式，楊弦與余光中的作法，引起了傳統音樂學院派人士的非議，展開了當時台灣鄉土文學論戰之外，另一場對「中國現代民歌」的論戰。這種情況，在1976年，楊弦附中時期的同屆同學，亦同是哥倫比亞咖啡廳文藝班底的李雙澤，高呼「唱自己的歌」之後，正式進入了校園民歌的時代。正當民歌運動如火如荼的展開時，被譽為「現代民歌之父」的楊弦，在1977年發行了第二張個人專輯《西出陽關》，開了兩場「暫別」演唱會，就離開了流行音樂市場，赴美進修中醫。

## 後續發展
1982年，楊弦母親逝世，他就移居美國，用四年時間攻讀舊金山針灸大學東方醫學博士學位，並自己開創了「寶生」健康食品公司，擔任總裁。
在發行完《西出陽關》後，楊弦不再把音樂創作當成生命最大的目標，而是閒暇有感時一種抒發的管道。像是天安門事件後，楊弦寫了一系列的歌，如《媽媽我們都是為了您》、《媽媽我餓了》、《抗暴謠》等，展現出自己的想法。2002年、2004年與2005年，在台北的民歌演唱會上，也可見到楊弦登台的身影。2008年9月26日，為余光中祝壽的「詩與歌的迴旋曲-慶祝詩人余光中八十大壽民歌演唱會」中，楊弦與民歌時期諸位大將：李建復、包美聖、蘇來等人，皆出場獻唱，對民歌運動的啟蒙與催生者致敬。